# D910 (Vienne)
De D910 is een departementale weg in het West-Franse departement Vienne. De weg loopt van de grens met Indre-et-Loire via Châtellerault naar Poitiers. In Indre-et-Loire loopt de weg als D910 verder naar Tours.

## Geschiedenis
Oorspronkelijk was de D910 onderdeel van de N10. In 2006 werd de weg overgedragen aan het departement Vienne, omdat de weg geen belang meer had voor het doorgaande verkeer vanwege de parallelle autosnelweg A10. De weg is toen omgenummerd tot D910.